# 青山吉伸
青山 吉伸（あおやま よしのぶ、1960年3月9日 - ）は、元オウム真理教幹部、元弁護士。ホーリーネームはアパーヤージャハ。教団内でのステージは正悟師で、教団が省庁制を採用した後は法務省大臣だった。父はトミヤアパレル元会長の青山俊治。

## 人物

### 生い立ち
大阪府柏原市出身。小学校で委員に選ばれたのが嫌でずっと泣いているような内気な性格だった。「金持ちで秀才」の青山は大阪府立高津高等学校を経て、京都大学法学部卒業。京都大学では鈴木茂嗣の指導を受けるとともに、在学中の21歳、全国最年少で旧司法試験に合格した。
父親の青山俊治は上場企業の創業者（当時大証二部トミヤアパレル・2009年経営破綻）であり、1967年2月から同社社長、1994年3月から同社会長であった。そのため、一連のオウム報道で青山吉伸がメディアに登場する際に、実家は上場アパレルメーカー経営として紹介されたことも影響し、一時、青山商事（洋服の青山）との関係が指摘された。しかし、これは無関係であり、青山商事は1995年4月29日に「私たちはオウム真理教とは一切関係ありません」「昨今『洋服の青山』とオウム真理教の顧問弁護士に親族関係があるのではというお問い合わせがあります。しかし、弊社の代表取締役社長青山五郎ならびにその長男である常務取締役商品副本部長青山理と、顧問弁護士とは一切の親戚、縁者などの諸関係はございません。」とする新聞広告を出している。青山俊治は、オウム真理教が毎日のように取り沙汰されていた1995年4月11日に、体調不良を理由にトミヤアパレルの会長を辞任している。

### 弁護士として入信
大学卒業後、司法修習（第36期司法修習生）を経て弁護士となった。弁護士になったきっかけは公害、薬害スモン被害者と知り合ったことである。日本共産党員でもあった。
1984年（昭和59年）、大阪市の「なにわ共同法律事務所」に入所し、西淀川公害訴訟などを手がけた。
満員の近鉄電車内で押されたことが原因で発症した腰痛の治療のためにヨガ道場に通い始めたところ、それがオウム真理教の主催しているものであったことから麻原彰晃の著作を読むようになった。本人談によれば、このヨガ道場での修行で腰痛が快癒したと語っている。
また、中川智正と同じくオウム真理教の音楽コンサート「龍宮の宴」に感銘を受けたという。青山は歌が上手で弁護士仲間の間でも評判であり、後にオウムソングの歌手としても活躍している。
青山は1988年（昭和63年）2月にオウム真理教に入信、翌1989年（平成元年）秋には「なにわ共同法律事務所」から独立し、柏原市に「青山法律事務所」を開設した。

### オウム真理教顧問弁護士
1989年（平成元年）12月5日に出家し、教団の顧問弁護士を務めるようになった。後に殺害されるオウム被害者の会の坂本堤弁護士や、TBSビデオ問題の原因となった交渉にも参加していた。
1990年10月には国土利用計画法違反事件で逮捕され、同年12月まで拘留されている。
教団幹部・上祐史浩がロシアに滞在していた1993年（平成5年）9月から1995年（平成7年）3月までのあいだ教団のスポークスマンとして一連のオウム真理教事件における記者会見にも登場、世間に広く知られるようになった。
1994年5月9日、坂本堤の後継である滝本太郎の殺害を試み、滝本太郎弁護士サリン襲撃事件に関与。弁護士が弁護士を殺そうとした。皮肉にも、かつて薬害に心を痛めていた青山が化学兵器に関与することとなった。
同年、オウム真理教の国家転覆計画の一端とされる基本律、白い愛の戦士計画に関わる。
1995年1月4日、読売新聞が1月1日にスクープした上九一色村でのサリン関連物質検出の責任をなすりつけるため、青山らは東京・南青山の教団新東京総本部ビルで記者会見し、山梨県上九一色村の有機肥料会社社長が教団施設にサリンを撒いたとして発表、殺人未遂罪で甲府地方検察庁に告訴。
同年3月18日、地下鉄サリン事件が決定されたリムジン謀議に参加（石川公一と共に立件はされていない）。3月22日以降警察の強制捜査により続々と教団信者らが逮捕されると、弁護士という立場を生かして勾留している信者と接見した。自白をしていたオウム幹部などの被疑者たちは、青山と接見すると急に自白を拒むようになったが、捜査幹部は青山が弁護士という立場で接見交通権を悪用して「修行が足りない」等と脅して、オウム事件の露見を阻止しようとしていたと主張している。

### 有罪にて服役
1995年5月4日、1月4日の記者会見による肥料会社社長への名誉毀損容疑で警視庁に逮捕される。この逮捕は別件逮捕であるとの批判も行われ、別件逮捕に関する議論を特に高めた。
同年6月13日、日本弁護士連合会から弁護士登録を抹消されている（この時点では弁護士資格は有効）。この時、青山の弁護人は遠藤誠が務めていた。
教団と対峙していた弁護士・滝本太郎をサリンを用いて殺害しようとした滝本太郎弁護士サリン襲撃事件において、滝本を呼び出す役割を務めることで加担したとして、殺人未遂罪で起訴された。1995年3月20日の地下鉄サリン事件の発生2日前に麻原ら幹部がサリン散布計画をリムジン車内で謀議した際に同席していたが、犯行に加担する発言が確認されず立件は見送られた。井上嘉浩は島田裕巳宅爆弾事件の立案者であるとしている。
法廷では曖昧な態度をとり質問をかわし続け、2000年3月29日、東京地方裁判所は弁護士の良心を捨てたとして懲役12年の実刑判決（未決勾留日数1200日が算入）。東京高等裁判所は2002年1月31日に控訴棄却（控訴審での未決勾留日数中400日が算入）、判決は確定した。また弁護士法第7条に基づき弁護士資格も失効。
未決勾留日数として4年4か月以上が差し引かれたため、2009年に刑期満了となって現在は出所している。

## 著書
国土法事件で逮捕された際に宗教弾圧であるとして多くの書籍を出版した。本人曰く内気な性格なので恥ずかしかったという。
- 『真理の弁護士』シリーズ（オウム出版）
  - 『真理の弁護士がんばるぞ!! オウム真理教顧問弁護士の手記』 ISBN 978-4900497450
  - 『なぜわたしは逮捕されなくてはならなかったのか』 ISBN 978-4900497696
  - 『ファッショは始まっている』 ISBN 978-4900497856
- 『理想社会』シリーズ（オウム出版）
  - 『共産党宣言から真理へ』 ISBN 978-4900497924
  - 『空想から科学へ、そして真理の世界へ 上巻』 ISBN 978-4871420020
  - 『オウム・バッシングの終焉』 ISBN 978-4871420181
  - 『空想から科学へ、そして真理の世界へ 下巻』 ISBN 978-4871420228
  - 『つくられた冤罪 弾圧の真相』 ISBN 978-4871420365